# Астроїда

Побудова астроїди

Астро́їда (грец. αστρον — зоря і ειδος — вид) — плоска алгебрична крива, що утворена фіксованою точкою М кола, яке котиться без ковзання по внутрішній стороні іншого нерухомого кола вчетверо більшого радіуса.
Рухоме коло (з радіусом {\displaystyle r}) називається твірним, нерухоме коло (з радіусом {\displaystyle R=4r}) — напрямним. :стор.806
Астроїда є гіпоциклоїдою з параметром  {\displaystyle k={\frac {R}{r}}=4}, тобто з чотирма каспами; розміри твірного  та напрямного кіл: {\displaystyle r\,;\,R=4r}. 
Також, астроїда є гіпоциклоїдою з розмірaми напрямного та твірного кіл: {\displaystyle R\,;\,r={\frac {3}{4}}\cdot R}. :стор.1
Початковою точкою астроїди (як і будь-якої гіпоциклоїди) називають таку її точку {\displaystyle P}, що лежить на прямій, яка проходить через центр {\displaystyle C} рухомого кола і його точку опори, і знаходиться по той же бік від {\displaystyle C}, що і точка опори. :стор.805
Початкові точки є каспами (простими точками звороту) астроїди. Початкові точки лежать на напрямному колі і збігаються з точками опори твірного кола.
Вершиною астроїди (як і будь-якої гіпоциклоїди) називають таку її точку {\displaystyle V}, що лежить на прямій, яка проходить через центр {\displaystyle C} рухомого кола і його точку опори, і знаходиться з нею по різні боки від {\displaystyle C}. :стор.806 Тобто вершина астроїди знаходиться в середині арки астроїди; астроїда має чотири вершини.
Криву вперше вивчав Йоганн Бернуллі в 1691 році, також про неї згадується в листуванні Лейбніца 1715 року, та в працях Даламбера 1748 року.
Назву  "Astrois" кривій дав Йозеф Йоганн Літтров в 1838 році..

## Рівняння кривої
Нехай радіус напрямного (нерухомого) кола дорівнює {\displaystyle R=a}, а радіус твірного (рухомого) кола дорівнює {\displaystyle r}. Тоді:
- Рівняння астроїди в декартовій системі координат в неявному виді:[2]:стор.2

{\displaystyle x^{2/3}+y^{2/3}=a^{2/3}.}
Також: 
{\displaystyle \left(x^{2}+y^{2}-a^{2}\right)^{3}+27a^{2}x^{2}y^{2}=0.}
При цьому осі координат проходять через початкові точки (каспи) астроїди (рис.), та є її осями симетрії; центр астроїди (центр нерухомого кола) знаходиться в початку координат {\displaystyle O(0,0)}.
- Рівняння астроїди в декартовій системі координат в  параметричному виді: [2]:стор.2

{\displaystyle {\begin{cases}x=a\cos ^{3}t&={\frac {a}{4}}\left(3\cos \left(t\right)+\cos \left(3t\right)\right)\\[2ex]y=a\sin ^{3}t&={\frac {a}{4}}\left(3\sin \left(t\right)-\sin \left(3t\right)\right)\end{cases}}\,;\quad 0\leq t\leq 2\pi }
При цьому початкова точка астроїди, її касп, з якого починається утворення кривої, лежить на додатній частині осі {\displaystyle Ox}.
Параметр {\displaystyle t} — це кут нахилу відрізка між центрами твірних кіл до осі {\displaystyle Ox}.
- Ці рівняння можна записати більш компактно у комплексній формі: [6]

{\displaystyle 4z=a\cdot \left(3e^{it}+e^{-3it}\right)} .
- Рівняння астроїди в полярній системі координат:

{\displaystyle \rho ={\frac {a}{\left(\cos ^{\frac {2}{3}}\varphi +\sin ^{\frac {2}{3}}\varphi \right)^{\frac {3}{2}}}}={\frac {|\sec \varphi |}{\left(1+\operatorname {tg} ^{\frac {2}{3}}\varphi \right)^{\frac {3}{2}}}};}
де полярний кут {\displaystyle \varphi =\operatorname {arctg} {\frac {y}{x}}=\operatorname {arctg} \left(\operatorname {tg} ^{3}t\right).}
- Рівняння Чезаро[en] для астроїди має вигляд: [1] :стор.819 ; [2]:стор.2

{\displaystyle \rho ^{2}+4\ell ^{2}={\frac {9}{4}}\cdot a^{2}}
де 

{\displaystyle \rho } — радіус кривини астроїди в певній точці; 

{\displaystyle \ell } — довжина дуги астроїди від її початку до цієї точки.
Це рівняння виражає наступну властивість астроїди:
Якщо дуга астроїди котиться без ковзання по прямій {\displaystyle AB}, то центр кривини точки дотику рухається по еліпсу; центр останнього лежить в тій точці прямої {\displaystyle AB}, через яку прокочується вершина астроїди; одна з напівосей збігається з прямою {\displaystyle AB} і по довжині дорівнює половині арки астроїди, а саме: {\displaystyle \left|{\frac {4r\cdot (R-r)}{R}}\right|={\frac {3}{4}}\cdot a}.
Друга напіввісь є радіусом кривини в вершині і дорівнює: {\displaystyle \left|{\frac {4r\cdot (R-r)}{R-2r}}\right|={\frac {3}{2}}\cdot a}. :стор.819

## Метричні характеристики
- Довжина дуги астроїди між точками, що відповідають параметру {\displaystyle t\quad \left(0\leq t\leq {\frac {\pi }{2}}\right)} [7]

{\displaystyle \ell ={\frac {3}{2}}\cdot \sin ^{2}t\cdot a.}
Зокрема, довжина дуги однієї повної арки астроїди дорівнює:
{\displaystyle \ell ={\frac {3}{2}}\cdot a}
а довжина всієї астроїди:
{\displaystyle \ell =6\cdot a}
- Площа сектора, що обмежений однією аркою астроїди та координатними осями, дорівнює

{\displaystyle S={\frac {3}{32}}\cdot \pi a^{2}}
а фігури, що обмежена повною астроїдою: 
{\displaystyle S={\frac {3}{8}}\cdot \pi a^{2}\approx 1.178097\cdot a^{2}}
послідовність A093828 з Онлайн енциклопедії послідовностей цілих чисел, OEIS.
- Площа поверхні тіла обертання, утвореного при обертанні астроїди навколо будь-якої координатної осі: [2]:стор.2

{\displaystyle S={\frac {12}{5}}\,\pi a^{2}}
- Об'єм тіла обертання, утвореного при обертанні астроїди навколо будь-якої координатної осі: [2]:стор.2

{\displaystyle V=\pi \int \limits _{-a}^{a}\left(a^{2/3}-x^{2/3}\right)^{3}\,dx={\frac {32}{105}}\,\pi a^{3}}
- Кривина астроїди в деякій її точці {\displaystyle M}, що відповідає параметру {\displaystyle t}: [7]

{\displaystyle \kappa (t)=-{\frac {2}{3}}\cdot {\frac {1}{|\sin 2t|}}}
а радіус кривини в цій точці: :стор.2
{\displaystyle \rho (t)={\frac {3}{2}}\cdot |\sin 2t|\cdot a=3\cdot {\sqrt[{3}]{a\cdot xy}}.}
В точках звороту астроїди радіус кривини дорівнює {\displaystyle \rho =0,} 
В вершинах астроїди радіус кривини дорівнює {\displaystyle \rho ={\frac {3}{2}}\cdot a.}
- Центр мас

| Координати центра мас частин астроїди                  | Координати центра мас частин астроїди      | Координати центра мас частин астроїди    | Координати центра мас частин астроїди    |
| ------------------------------------------------------ | ------------------------------------------ | ---------------------------------------- | ---------------------------------------- |
|                                                        | Інтервал                                   | {\displaystyle x_{\mathrm {S} }}         | {\displaystyle y_{\mathrm {S} }}         |
| Периметр кривої                                        | 0 ≤ t ≤ {\displaystyle {\tfrac {\pi }{2}}} | {\displaystyle {\tfrac {2}{5}}a}         | {\displaystyle {\tfrac {2}{5}}a}         |
|                                                        | 0 ≤ t ≤ {\displaystyle \pi }               | 0                                        | {\displaystyle {\tfrac {2}{5}}a}         |
| Плоска фігура                                          | 0 ≤ t ≤ {\displaystyle {\tfrac {\pi }{2}}} | {\displaystyle {\tfrac {256}{315\pi }}a} | {\displaystyle {\tfrac {256}{315\pi }}a} |
|                                                        | 0 ≤ t ≤ {\displaystyle \pi }               | 0                                        | {\displaystyle {\tfrac {256}{315\pi }}a} |
| Тіло обертання навколо осі Х {\displaystyle (z_{S}=0)} | 0 ≤ t ≤ {\displaystyle {\tfrac {\pi }{2}}} | {\displaystyle {\tfrac {21}{128}}a}      | 0                                        |

## Властивості та особливості форми
- Астроїда є плоскою алгебричною кривою шостого порядку роду 0.[8]
- Крива має 4 осі симетрії, дві з яких проходять через протилежні вершини, а інші дві — через протилежні каспи астроїди. Крива має центр симетрії.
- Астроїда має чотири сингулярні точки на дійсній площині (точки звороту); також астроїда має дві комплексні сингулярні точки звороту на нескінченності, та чотири комплексні сингулярні вузлові (подвійні) точки. Загалом астроїда має 10 сингулярних точок.[8]

- Дотична до астроїди в довільній її точці Р утворює в перетині з осями координат відрізок АВ сталої довжини а.
- Астроїда є обвідною сімейства відрізків однакової довжини, кінці яких закріплені на двох взаємно-перпендикулярних прямих.
- Астроїда є обвідною сімейства коаксіальних (співвісних) еліпсів, для яких сума малої та великої півосей є сталою. [2]:стор.2, рис.2b ; [7] [9] :стор.11

- Подерою астроїди відносно її центра є чотирипелюсткова троянда. [10]:стор.166

Для астроїди
{\displaystyle {\begin{cases}x(t)=R\cdot \cos ^{3}{\frac {t}{3}}\\y(t)=R\cdot \sin ^{3}{\frac {t}{3}}\end{cases}}},
де {\displaystyle t} — кут повороту твірного (рухомого) кола;

{\displaystyle R} — радіус напрямного (нерухомого) кола.

рівняння подери відносно її центру (початку координат) буде:
{\displaystyle \rho ={\frac {R}{2}}\cdot \sin 2\varphi }
або
{\displaystyle (x^{2}+y^{2})^{3}=R^{2}\cdot x^{2}y^{2}}
Ця троянда є вписаною в коло, яке вписане в астроїду. Вершини троянди збігаються з вершинами астроїди. :стор.133; 166

Еволюта астроїди

- Астроїда (як і будь-яка гіпоциклоїда) та її еволюта подібні.[11]

Відношення подібності складає  :стор.818 {\displaystyle R:(R-2r)=2,} тобто еволюта астроїди вдвічі більша за неї.
Еволюта має той же центр, що і початкова астроїда. Каспи початкової кривої збігаються з вершинами її еволюти. Отже, еволюту можна отримати, повернувши дану астроїду на кут {\displaystyle {\frac {\pi }{4}}}, а потім відповідно маштабувавши її.:стор.131
Для астроїди {\displaystyle {\begin{cases}x=a\cdot \cos ^{3}t\\y=a\cdot \sin ^{3}t\end{cases}}} рівняння її еволюти:  :стор.60
{\displaystyle {\begin{cases}x=a\cdot \cos t\cdot (1+\sin ^{2}t)\\y=a\cdot \sin t\cdot (1+\cos ^{2}t)\end{cases}}}
- Еволютою еліпса {\displaystyle {\begin{cases}x=a\cdot \cos t\\y=b\cdot \sin t\end{cases}}} є крива, що є узагальненням астроїди — подовжена астроїда, рівняння якої:[10]:стор.267

{\displaystyle {\begin{cases}x={\frac {a^{2}-b^{2}}{a}}\cdot \cos ^{3}t\\y=-{\frac {a^{2}-b^{2}}{b}}\cdot \sin ^{3}t\end{cases}}}
Вилучивши параметр {\displaystyle t}, отримаємо рівняння еволюти еліпса в неявному виді:
{\displaystyle \left({\frac {x}{\frac {a^{2}-b^{2}}{a}}}\right)^{\frac {2}{3}}+\left({\frac {y}{\frac {a^{2}-b^{2}}{b}}}\right)^{\frac {2}{3}}=1}
- Двоїстою кривою астроїди є хрестоподібна крива з рівнянням: {\textstyle x^{2}y^{2}=x^{2}+y^{2}.}